# Mildred Dresselhaus
Mildred Spiewak Dresselhaus (født Mildred Spiewak 11. november 1930 i Brooklyn i New York, død 20. februar 2017 i Boston i Massachusetts) var en amerikansk fysiker, professor i fysik og elektroteknik ved Massachusetts Institute of Technology. Indenfor nanoteknologi blev hun kendt for sin forskning af grafit, fullerener og carbonnanorør.

## Liv og virke

### Opvækst og uddannelse
Mildred Spiewak blev født af polske forældre, og voksede op i Bronx i New York City. Hun gik på Hunter College, hvor hun takket være sin fysiklærer, den senere nobelprismodtager Rosalyn Yalow, blev inspireret og motiveret til at videreudvikle sin interesse for naturvidenskab. Hun modtog sin PhD ved University of Chicago, hvor hun studerede under Enrico Fermi.

### Forskning
I Chicago hun begyndte at studere superledere, som emnet af hendes doktorafhandling omhandlede, arbejdet førte til mødet med en anden fysiker, Gene Dresselhaus, som hun giftede sig med i 1958.
To år efter begyndte de begge at arbejde ved Lincoln Laboratory ved MIT. Hun valgte en ny retning for sin forskning, magnetisk optik, men mens mange andre forskere undersøgte halvledere valgte hun grafit i stedet. Mange var skeptiske til hendes valg, men efter at have opdaget såkaldt pyrolytisk grafit, kunne hun kortlægge båndstrukturen for grafit meget tydeligere end hvad nogen tidligere havde kunnet.
Ægteparret Dresselhaus fik fire børn i tæt rækkefølge, som følge af dette begyndte hun på afdelingen for elektroteknik i stedet. To år senere blev hun den første ansatte kvindelige professor indenfor teknik på MIT. Hun blev chef for centeret for materialevidenskab (Centre for Materials Science and Engineering) i 1977 og professor i fysik i 1983.
Mildred Dresselhaus blev et forbillede for kvindelige forskere. Hun blev kaldt Queen of Carbon, og fik mange priser og udmærkelser for sin forskning. I 1990 fik hun National Medal of Science og i 2012 både Kavliprisen i nanoteknik og Enrico Fermi-prisen, sammen med Burton Richter.